# 功夫貓黨
《功夫貓黨》（日语：キャッ党忍伝てやんでえ）是日本在1990年2月1日到1991年2月12日期兼播放的原創電視動畫節目，除了動畫之外也還發售漫畫、遊戲、CD等相關作品。

## 故事
故事講述三位機械貓忍者太郎、十郎、同寶寶，平常以披萨店員工隱藏身份暗中對抗烏鴉一族侵略的野心。

## 角色

### 薄餅店成員
太郎(ヤッ太郎（ニャンキー1号） （日：山口勝平 港﹕方煥蘭)
故事主角、忍者貓隊領袖，白色的機械貓。典型的熱血派角色。港版口頭禪是以戲棚官話講出「可怒也!」(此口頭禪更伴隨當年動畫播放，而成為人氣名句。)，以兩把妖刀「マサマサ」為武器，而且聽覺靈敏，能輕易刺探情報。故事後段身為主角，卻屢次錯過乘搭巨大戰神「貓神金剛」，直到最後一集才成功進入。
十郎(スカシー（ニャンキー2号） （日：小杉十郎太 港﹕曾慶珏)
藍色機械貓，與太郎情同兄弟，武器是雨傘，深受女性歡迎的角色。巨大戰神「貓神金剛」操縱者之一。
寶寶(プルルン（ニャンキー3号） （日：折笠愛 港﹕黃麗芳）
紅色的機械貓，忍者貓隊女成員，愛好香蕉，主要武器的手裡劍、以及登場時使用的長笛。發怒時會用雙爪抓傷別人。巨大戰神「貓神金剛」操縱者之一。
五郎兵衛　(犬山ワンコー守 （日：塩屋浩三 港：盧國權)
組成忍者貓隊的機械狗，亦是組織領袖。為了對抗假狐的野心，而創立忍者貓隊。
咪咪(おタマ （日：興梠里美 港﹕林元春)
薄餅屋東主的機械貓，實際上是貓忍一族首領(第53話)，負責操控薄餅屋上的巨大手鎗，並將成員發射出去。不過亦曾因為瞄準失誤，令太郎等人受重傷。

### 分店店長
哥頓(ゴットン （日：高木涉）
薄餅屋品川分店長，擅長以電鑽在地中自由行動的綠色機械貓，經常單獨行動。
鷹之介(リキノシン （日：梁田清之　港﹕郭立文）
薄餅屋兩國分店長，超級巨漢，作戰時背負著一對大炮。所打理的兩國分店，是相撲場館。
安德魯(ミエトル （日：柏倉つとむ）
薄餅屋深川分店長，背中裝備羽翼，可進行最高5馬赫的高速飛行。最初是正規成員當中唯一可以飛行的人物，後來當太郎等人獲得飛行烏後，存在意義便大幅減少。所打理的深川分店，是藝能表演場地。
力奇(ネッキー （日：子安武人）
薄餅屋佃島分店長，精於水中戰，水中速度可達100公里，水面則可達1000公里。主理的佃島支店是遊輪甲板。

### 支援機械
機械貓神(ニャゴキング)
貓一族的巨大守護神，除了類似獅身人面像的戰艦型態，更可變成巨大人型機械人。雖然原定可讓太郎、次郎、美美三人一同操作，但太郎每次出動機械貓神時，總會由於種種原因受阻撓，無法搭乘(直到最後一集才成功進入貓神體內操作)。最後為阻止巨大隕石墜落，以身相擋，與隕石同歸於盡。
薄餅屋
表面上是薄餅屋，實際上是太郎、次郎、美美執行任務的秘密基地。每次出動時，會從薄餅屋頂部的手鎗型彈射道，在咪咪瞄準目的地後再將三人輪流發射。

### 假狐、烏鴉一族
假狐(狐塚コーン守（きつねづかこーんのかみ） （日：澤木郁也 港﹕周鸞)
狐狸型機械人、故事中的大反派，幕府中第二大權力者，指使烏鴉一族與忍者貓隊對抗，每次任務失敗後便會憤怒至爆炸，愛好「尾張屋」的壽司，以及穿著女裝，不過極之害怕地震。
幻成空(カラス幻ナリ斎（からすげんなりさい） （日：龍田直樹 港﹕梅欣)
烏鴉一族頭領，假狐的部下，擁有「機械機械忍法秘傳帳」(メカメカ忍法秘伝帳」)，以此製作各種機械人，到處破壞。

#### 烏鴉一族上忍．下忍
格格拉(日﹕山寺宏一 港﹕黃健強)
烏鴉忍者型機械人，是太郎的宿敵，擔任每次實際行動的指揮、以及機械操作，必殺技有「烏鴉忍法火之鳥」、「鳥鴉忍法魔人真空斬」。第22話時，一度辭去忍者軍團職務，於日本橋本店工作。故事中段為進行修煉出行，習得烏鴉一族相傳的絕技，見一度令太郎三人陷入困境，最後要三人使出合體必殺技才反敗為勝。

### 幕府
湖砂公主(徳川ウサコ)(日﹕川村萬梨阿 港﹕孫明貞)
兔子型機械人，口頭禪是「將他流放到荒島去!」
大將軍(徳川イエッイエッ)
熊貓型機械人，刁蠻公主的父親，外表看來相當胡塗。

### 其他角色
美芝(おミツ （日：水谷優子 港：蔡惠萍)
綿羊型機械人，任職茶居。外表可愛斯文，但一旦情緒激動，便會從頭頂射出大量飛彈，因此又有「飛彈娘」的稱號。
諸事媽媽(伊津茂乃母（いつもの母） （日：水谷優子 港﹕雷碧娜）

諸事仔仔(伊津茂乃子（いつもの子）（日：興梠里美、折笠愛 港﹕梁少霞)
經常在忍者貓隊出動時在旁邊談論的角色。
旁述：姚天麗

## 主題歌
香港主題曲由鄭秀文主唱。
片頭曲「おっとどっこい日本晴れ」
作詞：真名杏樹　作曲：池毅　編曲：山川恵津子　歌：谷沢伶奈
片尾曲「To be Yourself」
作詞：真名杏樹　作曲：池毅　編曲：山川恵津子　歌：谷沢伶奈
插入曲「YASU-けくナイ！」（第5、12、30話）
作詞：尾張守荒川NEN-Q之進　作曲：武井浩之　編曲：加藤みちあき　歌：MIPPLE（折笠愛、水谷優子）
插入曲「三日月コネクション」（第30話）
作詞：渡辺なつみ　作曲：尾関昌也　編曲：原一博　歌：MIPPLE
插入曲「艶姿メカCat！」（第30、40、54話）
作詞：渡辺なつみ　作曲/編曲：原一博　歌：小杉十郎太
插入曲「BATTLE IN FLASH」（第31、38、44、51、53話）
作詞：渡辺なつみ　作曲/編曲：原一博　歌：板橋亞美
插入曲「てやんでえSpecial Express」（第33、43、52話）
作詞：渡辺なつみ　作曲/編曲：原一博　歌：板橋亞美
插入曲「天下無敵のヤッ太郎」（第47、53話）
作詞：尾張守荒川NEN-Q之進　作曲/編曲：原一博　歌：山口勝平
插入曲「BLACK FIGHT」（第53話）
作詞：渡辺なつみ　作曲・編曲：原一博　歌：山寺宏一
插入曲「おっとどっこい日本晴れ〈ウサ姫Version〉」（第53話）
作詞：真名杏樹　作曲：池毅　編曲：山川恵津子　歌：川村万梨阿

## 各話列表
| 話數 | 標題                                 | 劇本           | 分鏡              | 演出              | 作画監督            |
| ---- | ------------------------------------ | -------------- | ----------------- | ----------------- | ------------------- |
| 1    | 秘密忍者隊ニャンキー出動!            | あかほりさとる | 清水通            | 岡嶋国敏          | 須田正己            |
| 2    | 街中おスシだ!パニックだ!             | 荒川稔久       | 藤みねお          | 藤みねお          | 大宅幸男            |
| 3    | ホレホレ穴掘れもっと掘れ!            | 岸間信明       | 津田義三          | 蘆澤剛史          | 椛島義夫            |
| 4    | 悩みを解決?カードでチーン!           | 影山由美       | 垂永士            | 藤みねお          | 山崎猛              |
| 5    | アイドル誕生?芸能界の甘いワナ        | 川崎裕之       | 酒井伸次          | 酒井伸次          | 坂田筆男            |
| 6    | 探検!オテンバ姫の遊園地              | 關島真賴       | 高木真司          | 高木真司          | はしもとかつみ      |
| 7    | マジ!?カラ丸がヒーローになる日?      | 影山由美       | 野田拓實          | とって呉兵衛      | 中島豊秋            |
| 8    | こわーい?コーン守のヒ・ミ・ツ        | 渡邊誓子       | 木宮茂            | 金子伸吾          | 大宅幸男            |
| 9    | 姫はウキウキ!みんなハラハラ!         | 岸間信明       | 浅田裕二          | 浅田裕二          | 別所誠人            |
| 10   | てやんでえ!これがニャンキーでえ      | あかほりさとる | 岡嶋国敏          | 岡嶋国敏          | 山崎猛              |
| 11   | いじめられっ子のパパは天才科学者!?   | 荒川稔久       | 大塚由            | 蘆澤剛史          | 野田拓實            |
| 12   | 珍プレー好プレー!ニャンキーの弱点!   | 關島真賴       | 金子伸吾          | 金子伸吾          | はしもとかつみ      |
| 13   | ニャンキー敗北?ヤミの四忍衆あらわる! | 川崎裕之       | 酒井伸次          | 浅田裕二          | 大宅幸男            |
| 14   | 逆転!ニャンキー空を飛ぶ              | 關島真賴       | 殿勝秀樹          | とって呉兵衛      | 中島豊秋            |
| 15   | お願い!コーン守は人気がほしい        | 關島真賴       | 藤みねお          | 藤みねお          | 山崎猛              |
| 16   | ウッソー!将軍さまはニセモノ!?        | 岸間信明       | 腰繁男            | 腰繁男            | 別所誠人            |
| 17   | ドコだ?消えた大先生                  | 影山由美       | 山口祐司          | 高須賀勝己        | 大宅幸男            |
| 18   | 見合って見合って野球で勝負           | 荒川稔久       | 金子伸吾          | 金子伸吾          | 中島豊秋            |
| 19   | Wデートは危険がイッパイ!             | 川崎裕之       | 浅田裕二          | 浅田裕二          | 坂田筆男            |
| 20   | エッ!?プルルンのお嬢様宣言           | 渡邊誓子       | 蘆澤剛史          | 蘆澤剛史          | 中島豊秋            |
| 21   | ポンポコタヌキで大騒ぎ!              | 岸間信明       | 松本淳            | 松本淳            | 大宅幸男            |
| 22   | カラスがピザ持って特急便?            | 關島真賴       | 腰繁男            | 腰繁男            | 坂田筆男            |
| 23   | 激突!映画の主役はだれだ?             | 影山由美       | 蘆澤剛史          | 蘆澤剛史          | 中島豊秋            |
| 24   | れれっ?コーン守に子供!?              | 渡邊誓子       | 藤みねお          | 藤みねお          | 椛島義夫            |
| 25   | かわいい?ヤッ太郎女になる            | 荒川稔久       | 浅田裕二          | 浅田裕二          | 別所誠人            |
| 26   | 大冒険!ゼッコー鳥をさがせ            | 岸間信明       | 金子伸吾          | 金子伸吾          | 大宅幸男            |
| 27   | ヤダ!オイラ達が島流し?               | 影山由美       | 井上修            | 内藤孝            | 坂田筆男            |
| 28   | ヘッ?ニャンキーが解散?!              | 關島真賴       | 酒井伸次          | 椛島義夫          | 大武正枝            |
| 29   | バレた!?ニャンキーの正体             | 渡邊誓子       | 岩本保雄          | 松本淳            | 大宅幸男            |
| 30   | アイドル伝説?スカシー出動            | あかほりさとる | 浅田裕二          | 浅田裕二          | 別所誠人            |
| 31   | つらいぜカラ丸!忍者の恋              | 岸間信明       | 清水通            | 金子伸吾          | 椛島義夫            |
| 32   | プルルンの笛はおとぎ話?!             | 影山由美       | 酒井伸次          | 浅田裕二          | 坂田筆男            |
| 33   | ふしぎ?!星から来たお友だち!          | 渡邊誓子       | 金子伸吾          | 金子伸吾          | 椛島義夫 大宅幸男   |
| 34   | 必勝作戦!強いぞカラカラ一族          | あかほりさとる | 北原聡            | 浅田裕二          | 別所誠人            |
| 35   | さがせ!湖に消えたネッキー            | 渡邊誓子       | 金子伸吾          | 金子伸吾          | 椛島義夫 大宅幸男   |
| 36   | もやせ青春!また出た大先生            | 荒川稔久       | 古久火人          | 浅田裕二          | 坂田筆男            |
| 37   | まさか?!ヤッ太郎夕日に死す           | 岸間信明       | 徳吉功 中村憲由   | 原征太郎          | はしもとかつみ      |
| 38   | たおせカラ丸!涙、涙の大復活          | 影山由美       | 浅田裕二          | 浅田裕二          | 別所誠人            |
| 39   | ハロー!ヤッ太郎海外へ飛ぶ            | あかほりさとる | 高須賀勝巳 松本淳 | 高須賀勝巳 松本淳 | 椛島義夫 大宅幸男   |
| 40   | UFO!?ニャンキー対宇宙人              | 岸間信明       | 津田義三          | 原征太郎          | はしもとかつみ      |
| 41   | とんでる!帰ってきた母上              | 荒川稔久       | 浅田裕二          | 浅田裕二          | 坂田筆男            |
| 42   | 大乱戦でいい湯だな!?                 | 影山由美       | 藤みねお          | 藤みねお          | 椛島義夫 大宅幸男   |
| 43   | 全員集合!天下一の大試合              | 岸間信明       | 津田義三          | 高須賀勝巳        | はしもとかつみ 泉孝 |
| 44   | ピンチ!盗まれたマサマサ              | 岸間信明       | 浅田裕二          | 浅田裕二          | 別所誠人            |
| 45   | ガクッ!みじめなコーン守              | 川崎裕之       | 金子伸吾          | 金子伸吾          | 椛島義夫 大宅幸男   |
| 46   | 時をかけるニャンキー!                | 荒川稔久       | 矢沢則夫          | 原征太郎          | はしもとかつみ      |
| 47   | 出た!にせニャンキー                  | あかほりさとる | 浅田裕二          | 松浦錠平          | 坂田筆男            |
| 48   | ニャンキーサンタ空を行く             | 影山由美       | 北原聡            | 藤みねお          | 椛島義夫            |
| 49   | ヤッ太郎おつかれ島流し               | 岸間信明       | 中村孝一郎        | 高須賀勝巳        | はしもとかつみ      |
| 50   | 幻ナリ斎のワハハ大作戦!              | 關島真賴       | 岩本保雄          | 浅田裕二          | 別所誠人            |
| 51   | きーっ!コーン守の大研究              | あかほりさとる | 岡嶋国敏          | 岡嶋国敏          | 椛島義夫            |
| 52   | コーン守史上最大の作戦!              | あかほりさとる | 金子伸吾          | 金子伸吾          | 大宅幸男            |
| 53   | 明日もぜったい日本晴れ!              | 關島真賴       | 岡嶋国敏          | 岡嶋国敏          | 椛島義夫            |
| 54   | ニャンキーは不滅です!                | あかほりさとる | 岡嶋国敏          | 岡嶋国敏          | 大宅幸男            |